# 박현영 (번역가)
박현영(朴賢英, 1969년 10월 22일 ~ )은 텔레비전 연기자 분야에서 은퇴한 대한민국의 여성 영어 강사 겸 방송MC이자 저술가이며 작가 겸 동시 통역사 겸 기업가이다.

## 생애
신장은 168cm이고 체중은 48kg인 그녀는 일본 오키나와에서 출생하였고 어린 시절에 대한민국으로 귀국을 하여 지난날 한때 경상북도 경주에서 잠시 유아기를 보낸 적이 있는 그녀는 훗날 서울에서 성장하였으며 1987년에 뮤지컬 배우 첫 데뷔한 그녀는 이듬해 1988년 KBS 2TV 프로그램 《퀴즈로 배웁시다》로 방송 분야 데뷔를 하였고 이어 같은 해 88 서울 올림픽 영어 MC로 국제행사 MC 데뷔를 하였으며 2년 후 1990년 KBS 제2라디오 《월드 리포트 지금 세계는》의 MC로 투입되었고 이어 1994년 아리랑 TV 영어쇼《퀴즈챔피언》영어메인 MC로 영어퀴즈쇼를 진행했으며 이듬해 1995년 1월 KBS TV 《사랑이 꽃피는 계절》에 영어선생님역으로 출연하였고 이후 KBS 한국방송공사·MBC 문화방송·EBS 한국교육방송공사·CBS 기독교방송·SBS·PBC 평화방송·iTV 경인방송·아리랑 TV·아리랑 라디오·TBS 서울교통방송·YTN 방송 프로그램에서 인기 영어 강사와 방송MC로 맹활약하였으며 특히 2000년에는 MBC 문화방송 시트콤 《세 친구》에서 박효정 부티크 기획도안실장 박현영 역으로 출연하여 코미컬 연기를 과시하기도 하였다. 현재 조기외국어교육 연구소 지니앤토비 대표이사이며 다개국어전문출판사 (주)수퍼맘북스의 대표이사이다.

## 소속
- 지니앤토비 대표이사
- 수퍼맘북스 대표이사

## 학력
- 1993년 한국외국어대학교 독어학과 학사

## 출연작

### 라디오 프로그램
- 1990년 KBS 제2라디오 《월드 리포트 지금 세계는》
- 1995년 CBS FM 《박현영의 뮤직 네트워크》
- 1996년 SBS FM 《뮤직 핫 라인 박현영입니다》
- 1997년 PBC FM 《PBC 대행진》
- 1998년 EBS FM 《리스닝 스페셜》
- 1999년 MBC FM 《렛츠 고 잉글리시》
- 2001년 EBS FM 《폰폰 잉글리시》

### 텔레비전 드라마
- 1994년 KBS 2TV 주말연속극 《딸부잣집》 ... 영어 강사 역
- 1996년 KBS 2TV 미니시리즈 《사랑이 꽃피는 계절》
- 1996년 HBS 현대방송 일일시트콤 《삼층집 사람들》 ... 영어 강사 역
- 1997년 MBC 문화방송 청춘시트콤 《남자 셋 여자 셋》
- 1998년 SBS 서울방송 일일시트콤 《LA아리랑》
- 2000년 MBC 문화방송 월요시트콤 《세 친구》 ... 박상면의 배다른 누나 박효정(반효정 분)이 사장으로 있는 박효정 부티크의 기획도안실장 박현영 역
- 2000년 SBS 청춘시트콤 《골뱅이》
- 2002년 SBS 청춘시트콤 《오렌지》

### 텔레비전 프로그램
- 1995년 MBC 《토요일 토요일은 즐거워》
- 1996년 EBS 《청소년 봉사대》
- 2000년 KBS1 《가족오락관》
- 2001년 iTV 《으랏차차 아줌마》
- 2002년 TBS 《특집 잉글리시 어드벤처》
- 2002년 YTN 《잉글리시 디스 위크》
- 2003년 동아TV 《비바 웨딩》
- 2003년 KBS1 《퀴즈 대한민국》
- 2003년 KBS2 《비타민》
- 2003년 EBS 《60분 부모》

## 저서

### 외국어 교육 저술
- 2006년 《박현영의 키즈 잉글리시》
- 2010년 《박현영의 슈퍼맘 잉글리시》
- 2016년 박현영 조현진의 키즈싱차이니즈1~5